# Koi no Telephone Goal
Singles de Natsumi Abe
Datte Ikitekanakucha
(2004) Yume Naraba
(2005)
 Koi no Telephone Goal  (恋のテレフォン GOAL) est le troisième single de Natsumi Abe, sorti le 11 août 2004 au Japon sous le label hachama, écrit et produit par Tsunku. Il ne sort que deux mois après son précédent single, Datte Ikitekanakucha. Il atteint la 5e place du classement de l'Oricon, et reste classé pendant sept semaines, se vendant à 47 351 exemplaires durant cette période. Il sort aussi dans une édition limitée avec une pochette différente, ainsi qu'au format "Single V" (DVD) contenant le clip vidéo.
La chanson-titre figurera sur le deuxième album de la chanteuse, 2nd ~Shimiwataru Omoi~ de 2006, ainsi que sur la compilation de ses singles, Abe Natsumi ~Best Selection~ de 2008. Son clip vidéo figurera aussi sur le DVD du Best Selection.

## Liste des titres
CD
1. Koi no Telephone Goal  (恋のテレフォン GOAL?)
2. OL no Jijō  (OLの事情?)
3. Koi no Telephone Goal (Instrumental) (恋のテレフォン GOAL...?)

Single V
1. Koi no Telephone Goal  (恋のテレフォン GOAL?) (clip vidéo)
2. Koi no Telephone Goal (Close-up Version) (恋のテレフォン GOAL...?) (clip vidéo)
3. Making Eizo  (メイキング映像?) (making of)